# Schelme (Bad Schussenried)
Die Schelme ist ein 0,4 Hektar großes Stillgewässer im Gebiet der Stadt Bad Schussenried im baden-württembergischen Landkreis Biberach in Deutschland.

## Geographie

### Lage
Die Schelme liegt etwa zweieinhalb Kilometer nordwestlich der Bad Schussenrieder Stadtmitte sowie rund 1000 Meter östlich des Stadtteils Reichenbach auf einer Höhe von 593,9 m ü. NHN.

### Zu- und Abfluss
Aus Südwesten mündet ein Entwässerungsgraben in die Schelme, einen oberirdischen Ablauf gibt es nicht.

## Geschichte
Die Schelme entstand vor 1900 in einer ehemaligen Kiesgrube. Heute ist der See im Besitz der Stadt Bad Schussenried, die ihn an einen örtlichen Angelsportverein verpachtet hat.

## Seedaten und Hydrologie
Die Wasseroberfläche des Zeller Sees ist 0,4 Hektar groß. Bei einer maximalen Tiefe von 2,7 Meter und einer durchschnittlichen Tiefe von 1,8 Meter ergibt sich ein Volumen von rund 7.050 Kubikmeter.
Das Einzugsgebiet der Schelme – 5 Prozent werden von der Wald-, 90 % von der Landwirtschaft genutzt, davon wiederum 15 % als Grün- und 75 % als Ackerland – umfasst 97 Hektar.

## Ökologie
Seit 2013 ist Bad Schussenried mit der Schelme am Aktionsprogramm zur Sanierung oberschwäbischer Seen beteiligt. Ein wichtiges Ziel dieses Programms ist, Nährstoffeinträge in Bäche, Seen und Weiher zu verringern und die Gewässer dadurch in ihrem Zustand zu verbessern und zu erhalten.
| Jahr                                     | 2014  | 2019 |
| Gesamt PO4-Phosphor (µg/l)               | 59    | 59   |
| Chlorophyll a (µg/l)                     | 27    |      |
| Chlorophyll a-Spitze (µg/l)              | 52    |      |
| anorganischer Gesamt-Stickstoff a (mg/l) | 01,53 |      |
| Sichttiefe (m)                           | 01,0  |      |
| Trophiestufe                             |       | e2   |